# セミクジラ
セミクジラ（背美鯨、勢美鯨、学名:Eubalaena japonica）はセミクジラ科・セミクジラ属に属するヒゲクジラの1種である。近縁種に、同じセミクジラ属のタイセイヨウセミクジラとミナミセミクジラ、ホッキョククジラ属のホッキョククジラがいる。
記録されること自体が非常に少なく、現在の生息数、現在だけでなく過去の分布や回遊などのほとんどの生態情報が不明であり、環境省のレッドリストおよび日本哺乳類学会では絶滅危惧種に指定されている。生存している個体数の推定値も100 - 500頭未満と不透明であるだけでなく、繁殖率も阻害される要素が多く、数々の危険性に直面しており、タイセイヨウセミクジラやライスクジラ（英語版）と共に最も絶滅の危機に瀕した大型鯨類の一種とされており、すでに絶滅の回避が極めて困難な状況になっているという指摘も存在する。「400-500頭」という生存個体の推定数も、日本側が提唱した「少なくとも900-1000頭」という主張が国外からの同意を得られないために国際自然保護連合によって「予防的」に設けられたものである。
また、個体数と情報の少なさ故に具体的な保護策を講じること自体が難しく、社会的な認知度と関心の向上、一般人による情報提供も含めた市民科学による協力が本種の保護に必要不可欠だと指摘されている。

## 分類
本種（ジャポニカ）は分類上は他のセミクジラ属の2種およびホッキョククジラと近縁だが、遺伝子分類学の研究ではタイセイヨウセミクジラよりもミナミセミクジラとより近縁であると判明している。
セミクジラ属3種の形態上での差異はほとんど無いが、ケロシティ（カラシティ）の位置・形状および量、付着生物の種類、体長および体色パターン、頭骨の形状、ひげ板の色と形状、胸鰭の対比サイズと形状などに差が見られる。また、尾びれの形状にも若干の個体差がある。

## 名称

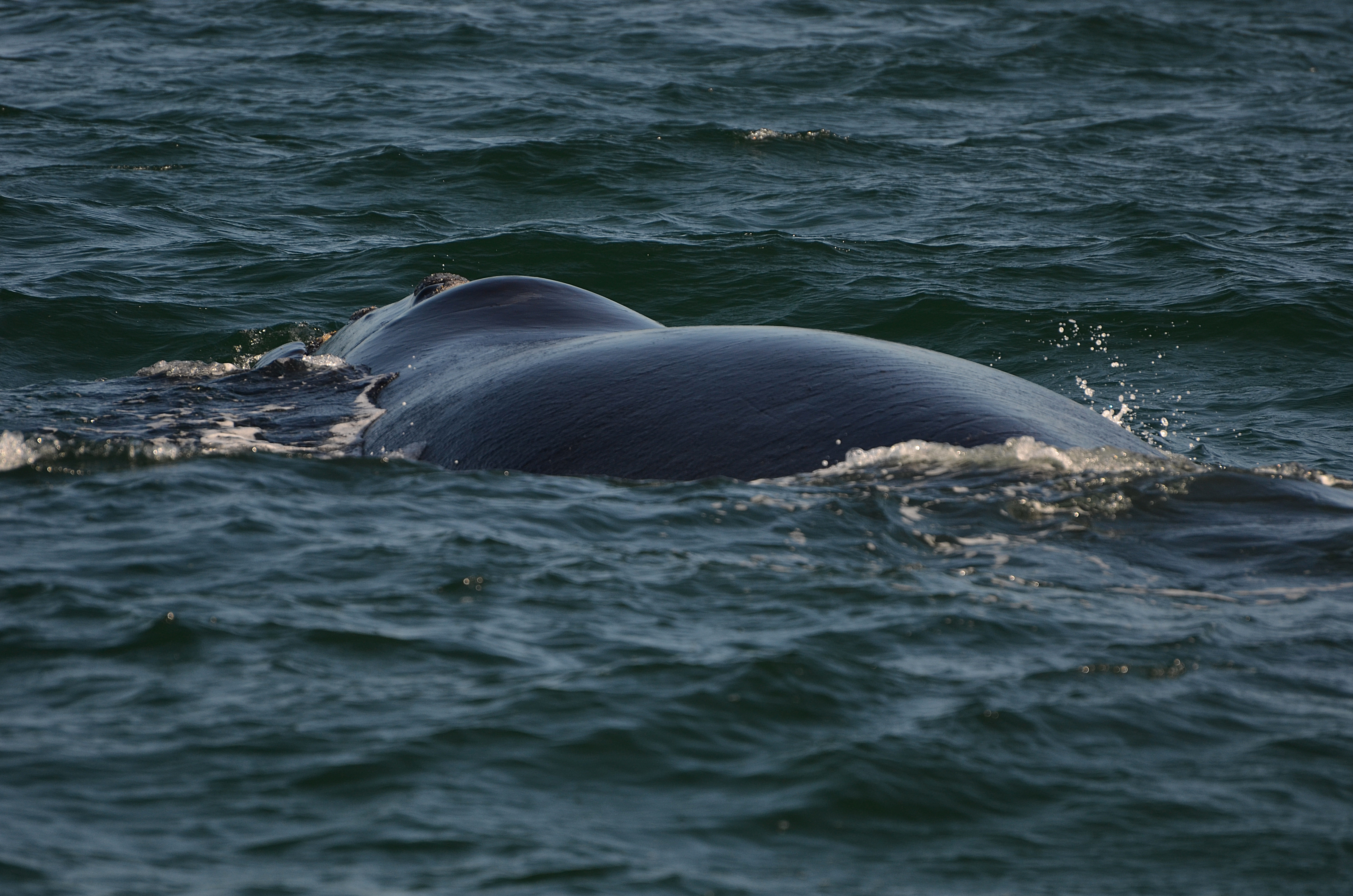
セミクジラ属の和名および一部の中国語名およびセミイルカ属の命名の由来にもなった、背びれのない背部（ミナミセミクジラ）。

学名は、属名の「Eubalaena」は「真の鯨」または「善良な鯨」を意味し、種小名の「japonica」は「日本」を意味する。ロシア語での標準名の「Японский кит」も「日本の鯨」を意味する。
和名の「セミクジラ」は、背鰭を持たない背中の曲線の美しさに由来する「背美鯨」、または長時間海面に背中を出して遊泳し続ける習性からの「背乾鯨（せびくじら）」の意である。表記ゆれとして「勢美鯨」も存在し、「宜敷魚」もセミクジラを指す呼称の一つであった。また、古式捕鯨の時代には鯨の単位として「本魚」という単語が使われたが、これはセミクジラを標準とした単位であった。
セミクジラ属を指す英名の「Right Whale」は、「真の鯨」または「捕獲するのに都合のよい鯨」を意味してつけられたとされ、海岸や浅瀬に頻繁に現れ、温和で好奇心が旺盛なために近づきやすく、大量の脂を持ち、死ぬと死骸が沈まない、長大なクジラヒゲを持つ、などから捕獲に適していたとされている。
中国語では「露脊鲸」「黑真鲸」「直背鲸」「脊美鲸」「正鲸」「正可捕之鲸」などの表記が一般的であり、英名と和名に準拠した呼称になっている。
韓国語では、後述の通り本種が2015年に41年ぶりに大韓民国で確認されたが、この混獲と放流まではナガスクジラと混同される場合が目立ち、日本語による翻訳では現在も混同が著しい。
セミクジラ属（Right Whale）は、同じく背びれを持たない黒い体を持つという点から、セミイルカ属（Right Whale dolphin）の名称の由来にもなっている。現生のヒゲクジラの最小種であるコセミクジラ（Pygmy Right Whale）も、湾曲した口の形状からセミクジラ属に因んで名付けられた。
和歌山県にみられる姓の「勢見月」は、セミクジラに由来しているとされる。

## 形態
体長は13 - 20メートル、体重は約60 - 116トン。同様に沿岸性であるコククジラやザトウクジラ、カツオクジラ（ニタリクジラ）等よりもかなり大型であり、標準的なザトウクジラの倍の体重に達するだけでなく、現生鯨類全体でも確認されてきた範囲ではシロナガスクジラに次ぐ体重を持つ。本種（ジャポニカ）は3種存在するセミクジラ属の現生種でも最大の種類とされ、ロシアで全長19.8メートルに達する個体が記録されている。また、全長20.7メートルで体重135トンの記録や、全長21.3メートル前後という事例も複数存在するが、21.3メートルという数値の正確性は不明確とされている。記録上の体重の最大値は106.5トンだが、血液を考慮するとこの個体は体重116トンに達した可能性がある。セミクジラ科の場合は、理論上は体長が20.5メートルの妊娠中のメスが最大で体重143トンに達する可能性がある。なお、男鹿半島の鵜ノ崎海岸から発掘された日本最古（中期中新世）のセミクジラ科の化石は、セミクジラとホッキョククジラのどちらの直接の祖先かは判明していないが、その中の3頭は体長が16 - 23メートルと推定されており、北太平洋のセミクジラ（ジャポニカ）とホッキョククジラの成獣の大きさは類似している。
頭部が大きく、全長の4分の1ほどを占める。口は大きく湾曲し（フラミンゴとの収斂進化である可能性も指摘されている）、最大2メートルを超す長大なクジラヒゲが生えている。腹部には、ナガスクジラ科に存在する畝は見られず、不定形の白い模様を顎や腹部などに持つ場合もある。背びれも持たず、上記の通り和名の由来にもなっている。他のセミクジラ属と同様に頭部隆起物（ケロシティ）を持ち、個体ごとに形状が異なるために個体識別に利用されている。
また、世界で最も精巣が大きい動物とされており、片側で約500キログラム、合わせて約1トンもある。陰茎も長さが3 - 4メートルに達し、一度に放出する精子の量も4.5リットル（1ガロン）になるとされる。セミクジラ属に特有の繁殖行動として、雄同士が暴力的な競合を行わず、代わりに複数の雄が雌と交代で交尾を行い、自らの大量の精子で他の雄の精子を排出する。
- 頭部（ブリストル湾）
- セミクジラ属に共通するV字型やハート型のブロー（ブリストル湾）
- 胸鰭の形状（アナカパ島、2017年）

## 生態

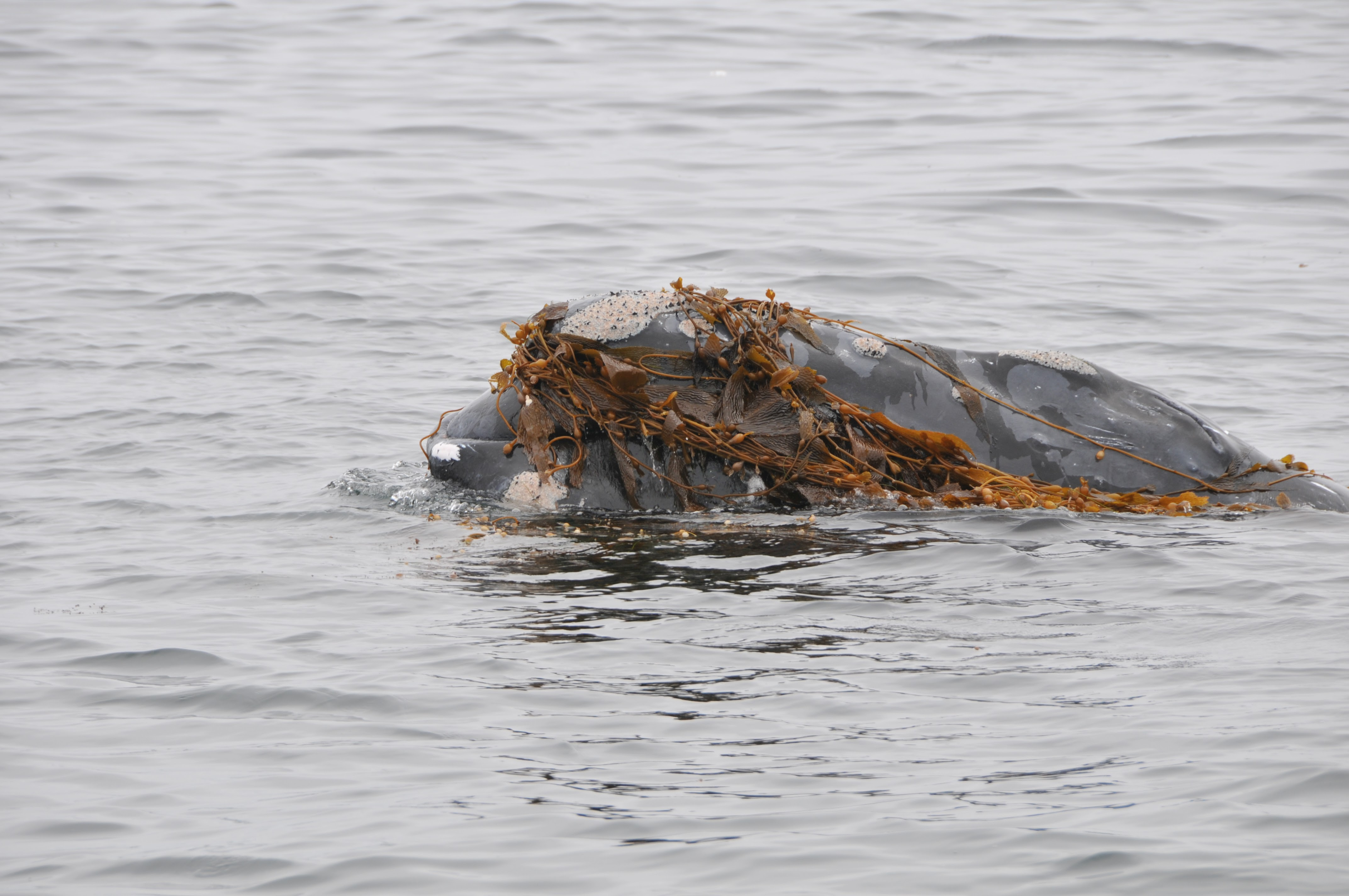
海藻で遊ぶ個体（アナカパ島、2017年）。洋上に浮かぶ丸太で遊ぶ観察例も存在する。

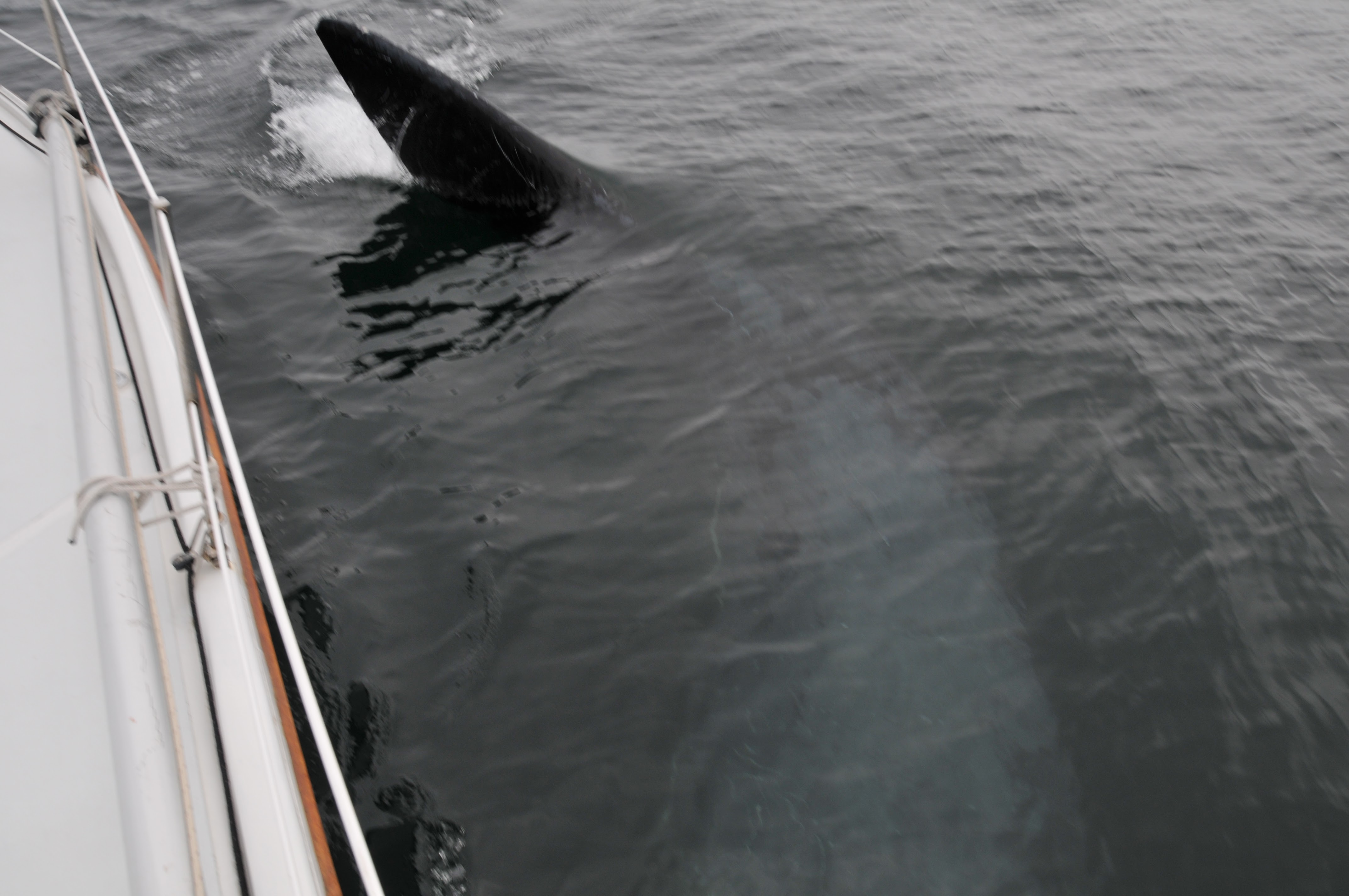
ボートに接近する個体（アナカパ島、2017年）。

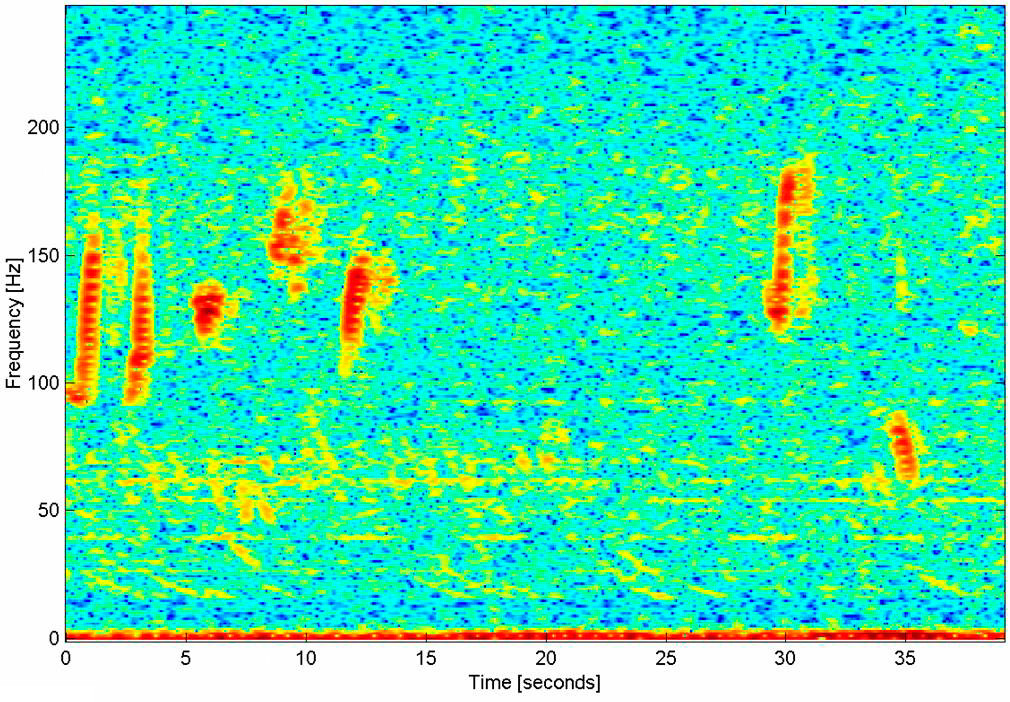
ブリストル湾で超音波検査によって記録された鳴き声のデータ。

生息数の少なさに起因し、分布など殆どの生態情報が解明されておらず、情報の少なさが保護の進展を阻害してきた。とくに越冬や繁殖に使われる海域は100年以上に渡る研究でも判明しておらず、科学者達がそれらの海域の特定のために数十年以上も議論を続けてきた。
セミクジラ属は概して大人しくて好奇心が強く、「地球上で最も優しい生物」と称される事もあり、数少ない近年の行動の観察事例でも人懐っこく遊び好きである事が示唆されている。
他のセミクジラ科と同様に濾過摂食性であり、海面では活発な行動（英語版）を見せる傾向にあり、ブリーチング（ジャンプ）、ヘッドスラップ、スパイホッピング、ペックスラップ、ロブテイリング、テイルスラップ等を行い、積極的に船に近づくこともある。
本種の繁殖行動は2019年に幌筵島の沿岸で初めて確認され、その際にも他のセミクジラ属と同様に（雄同士が暴力的な競合を行わずに雌と交代で交配して自らの精子で他の雄の精子を洗い流す）「SAG」またはそれに近い交尾形態を行っており、この観察記録では雄が競合相手であるはずの他の雄の交尾を補助するかのような行動も見られたとされる。
上記の通り、セミクジラ科の呼称の由来の一つが人間への警戒心の薄さであり、本種も同様の生態ゆえに捕獲が容易だったことが記録されている。また、日本列島での古式捕鯨においても三浦浄心の記載でも言及されている通り、（セミクジラに限らず）子供を庇って盾になろうとする親ごと親子を捕獲したり、泳ぎの遅い子供を最初に仕留めることで、一度は逃げたが子供のために戻ってきたり離れない親鯨も同時に捕獲するという方法が取られた。なお、商業捕鯨時代には捕殺が深刻化するに従って人間への警戒心が強まったためか、捕鯨船によって接近することが難しくなったとも記載されている。このため、現状の残存個体の調査においても、調査船が近づくと鳴くのを止めたり遊泳や潜水のパターンを変えるため、調査自体にも支障が出ている。
セミクジラ属においては、本種とホッキョククジラが「歌」を歌うことが判明している一方で、他のセミクジラ科には歌うという習性が確認されていない。
本種に限らず鯨類の寿命には不明瞭な点が多いが、セミクジラ属ではミナミセミクジラが最大で130-150年以上、ホッキョククジラが200-268年以上生きる可能性が指摘されている一方で、タイセイヨウセミクジラは人間による悪影響のために現代における平均寿命が22歳前後になっている。近い親戚を基準に見ると、9-10歳で初出産をし、少なくとも70歳まで生きるものと推定される。
なお、セミクジラ科の排泄物は他の大型鯨類と同様に海洋生態系にとって重要な資源となり気候変動への対策にもなり得ることが示唆されているが、セミクジラ科の糞は（餌の関係からか）臭気が際立っているとされる。
セミクジラ属、ホッキョククジラ、コククジラ、ザトウクジラ（「fight species」）はシャチの襲撃に対して戦うことで抵抗する傾向が他のナガスクジラ科（「flight species」）よりも強く、本属を含む「fight species」は1500ヘルツ以上の音域で鳴くのに対して「flight species」は100ヘルツ以下の音域で鳴く。この差異もシャチへの対策への違いとして発生した可能性がある。また、本属を含む沿岸性のヒゲクジラ類はシャチへの対策として、自然界由来の音が多くてシャチの行動を抑制する浅瀬を利用する。

### 種間交流
ヒゲクジラ類は互いに平和的な交流をする事が知られ、全てのセミクジラ属は特にザトウクジラとの交流が確認されている。ミナミセミクジラは、モザンビークやブラジルの沿岸でザトウクジラとの交尾行動またはその練習と思わしき行動の観察事例が存在する。また、セミクジラ属は他のヒゲクジラ類や魚類とは餌の競合関係にあるが観察上では問題なく共存しており、北太平洋でもセミクジラがザトウクジラの繁殖グループと思わしき集団に混じっていたり、ザトウクジラとナガスクジラに混じって回遊している観察例が報告されている。この他にも、タイセイヨウセミクジラがブリテン諸島において絶滅または機能的絶滅（英語版）に陥る以前はイワシクジラと行動を共にする光景も度々見られたとされる。
共に極めて沿岸性であるコククジラとの関係が如何なるものかは不明である。これらの種間交流は複数確認されており、興味深い事例として1998年にカリフォルニア沖で2頭のコククジラがセミクジラに対する攻撃行動を取り、過去から現在に至るまでヒゲクジラ間で観察された唯一の攻撃行動例とされている。一方で、この1998年の観察例では件の2頭以外のコククジラはセミクジラに対して攻撃行動を見せず、2012年にはサハリン沿岸で絶滅危惧のニシコククジラの群れに混じるセミクジラ1頭も観察されており、1998年の記録が異例的であったことがうかがえる。
ホッキョククジラとの種間交流については、下記の#生存への脅威と課題を参照。

## 分布と回遊

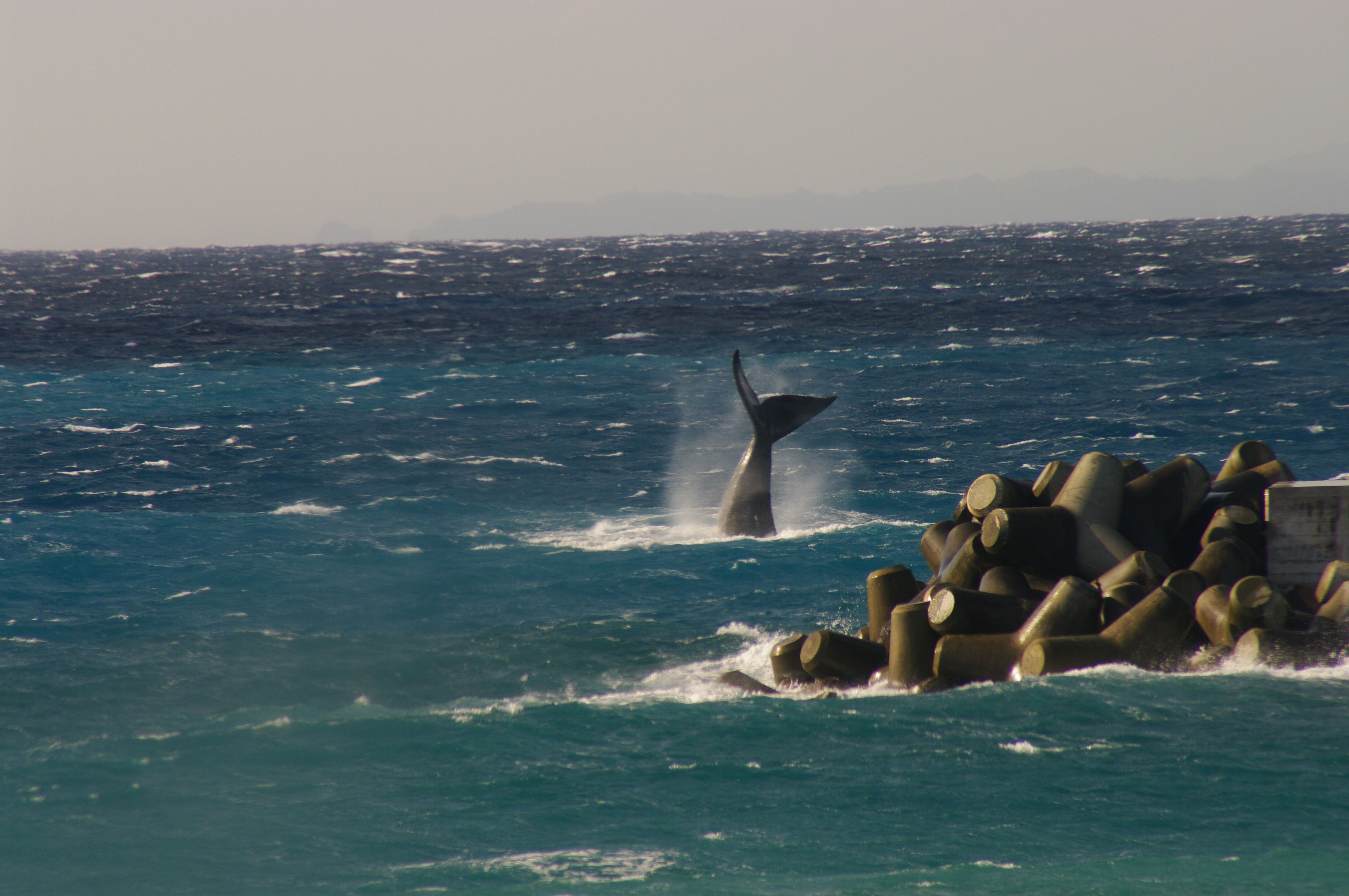
伊豆諸島・新島にてテールスラップをする個体（2011年3月）。沿岸の浅瀬を頻繁に利用するのもセミクジラ科の普遍的な特徴である。

- 1970年以降の目撃情報の一部を網羅したマップデータ

北太平洋の温帯から亜寒帯の沿岸などに生息する。かつては、オホーツク海・ベーリング海・日本海・黄海・渤海・フィリピン海・東シナ海・南シナ海を含む北太平洋とその付属海（縁海）に普遍的に分布していた。また、カボ・サン・ルーカスで確認されていることからも、おそらくコルテス海にも到達していたと思わしい。
本種の学術的研究は歴史が浅く、目撃される度に科学論文が書かれてきたほどに観察する機会も少なく、現在はおろか過去の厳密な回遊経路も大部分が判明おらず、越冬・育児海域にいたっては過去も現在も一切が特定されていない。また、気候変動の影響からか近年はベーリング海における分布が北上している可能性が指摘されている。
セミクジラ属・コククジラ・ザトウクジラは季節的な回遊を行う種類では浅瀬を好み、海岸や河口、狭い湾や海峡やフィヨルド、運河や港湾などにも現れるなど沿岸性が顕著であり、日本列島だけでなく世界各地の沿岸捕鯨で主対象とされていたことから、本来は（来遊数の差こそあれど）津軽海峡、東京湾、伊勢湾、富山湾や若狭湾、大阪湾（瀬戸内海）、有明海や八代海なども含めた日本列島のほぼ全域の海岸がこれらの種類の生息域であった可能性がある。

### 繁殖・越冬海域

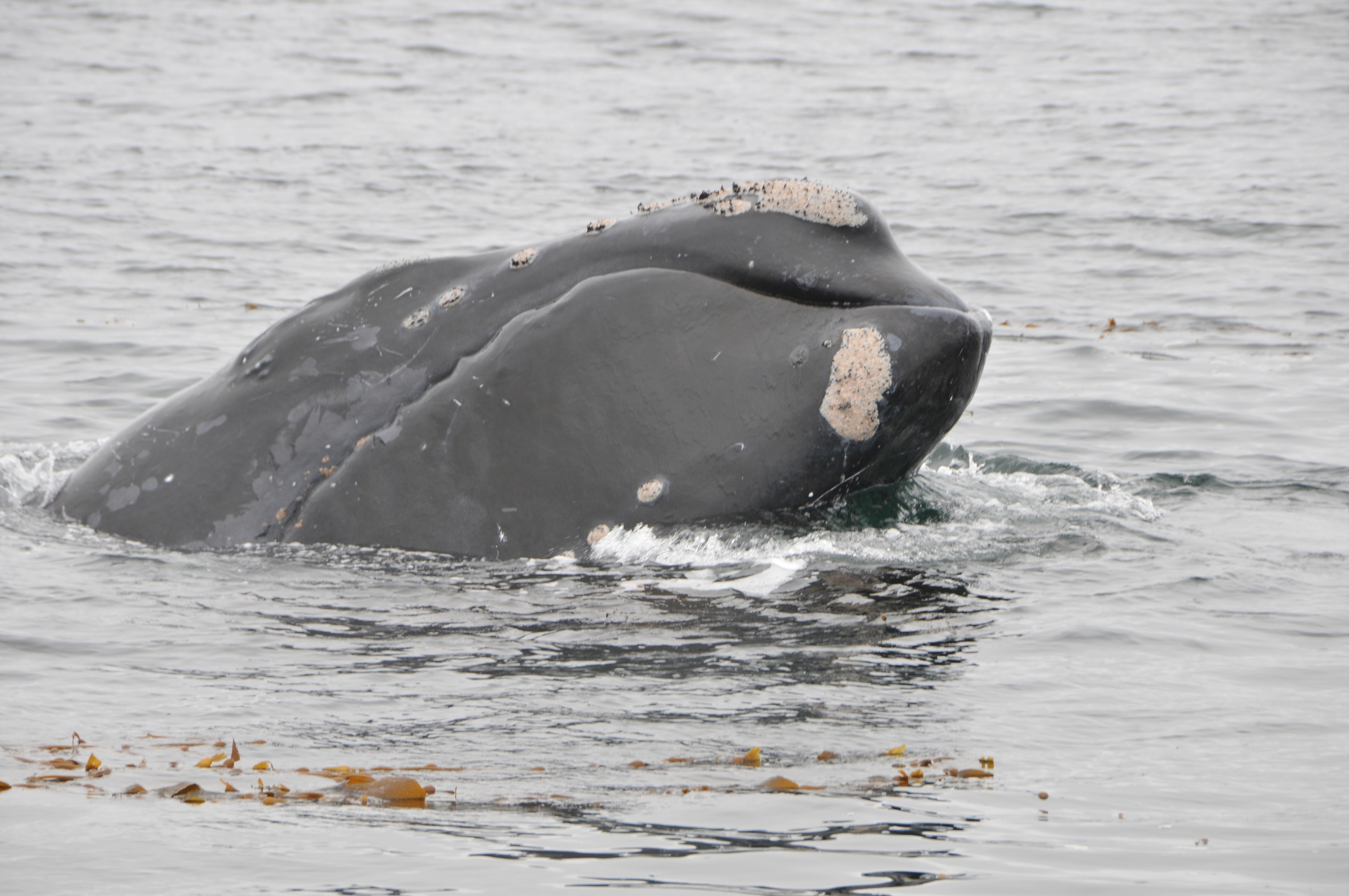
アナカパ島（2017年）

繁殖についても、ほとんど何も生態情報が得られていない。現代における親子の確認は非常に少なく、日本列島でも数十年以上も親子が確認されてこなかった。100年以上もの研究でも越冬や繁殖に使われる海域は未特定であり、数十年以上に渡る議論でも答えが出ておらず、とくに東太平洋では100年以上も仔鯨は確認されてこなかった。他のセミクジラ科と同様に、平均で3 - 5年に1頭を出産するという非常に遅い繁殖頻度の可能性があり、回復を妨げる一因にもなっている。
過去の捕鯨記録および現在の状況においても、本種が繁殖や出産、子育てを行った海域は一切判明していない。北大西洋と南半球の種類は、冬 - 春期にかけて低緯度の温暖で波の静かな沿岸海域に集まることが知られており、湾や半島、海岸沿い等の地形を好んで利用する。また、自分が育った湾や海岸や海域に数年の一定周期で戻ってくるという習性も確認されている。
しかし本種の場合は、その生息数自体の少なさに加え、近年の沿岸での確認例が非常に稀であり、過去の捕鯨記録などの解析でも冬・春季の発見が非常に少なく、沿岸での発見・捕獲自体が少ないこと、それに反して沖合での発見が非常に多い、などから、本種は他の2種よりも沖合性が強かった可能性も示唆されている。回遊経路はおろか、本来は沿岸性が非常に強いはずのセミクジラ科において、本種のみ越冬海域および出産/育児海域が過去の捕獲記録上でも一切判明していない。
しかし、本種も水深が数メートルの浅瀬に頻繁に現れたり、狭い湾やフィヨルドや港湾に入り込むなど、ホッキョククジラを含む他のセミクジラ科に匹敵するほどに強い沿岸性を持っており、日本列島における古式捕鯨の主対象であっただけでなく、主に親子連れを含めて多数が冬から春にかけて捕獲されていたことからも、本種がかつては浅瀬に頻繁に出現していたり、親子連れが沿岸を頻繁に利用していたことがうかがえる。上記の通り沖合性が強かった可能性が指摘される一方で、人間活動の影響で沿岸の個体群が統計が取られる以前の早い段階で壊滅したり、沿岸の生息域を放棄した可能性が示唆されている。
米国による冬季の捕獲が複数存在するのは日本海の南部、上海および舟山群島から東に伸びる東シナ海、台湾海峡、北西ハワイ諸島など。その他、日本列島の沿岸や朝鮮半島、黄海・長海県の海洋島（中国語版）、海南島などでも捕獲されていた。南西諸島が出産海域として示唆された例もあるが、証明するのに十分な資料は得られていない。
ハワイ諸島が本種の通常の越冬分布に含まれていたのかは不明である。本種が激減したことによりザトウクジラがハワイ諸島に押し寄せてこの海域における優占種になり、ザトウクジラの鳴き声に圧迫されるためにセミクジラの好む環境ではなくなったという説が提唱されたこともあるが、この説はミナミセミクジラの状況と乖離しているため、ザトウクジラがセミクジラ属を圧迫するという証拠は存在しない。セミクジラ属は過去には現在よりも広範囲で繁殖や越冬を行っており、ザトウクジラと分布を共有する事も現在よりも多かったと思われる。
なお、本種の越冬海域のありかをタイセイヨウセミクジラの生息環境と照らし合わせて予測し作成されたマップデータが存在する。本調査はあくまでもタイセイヨウセミクジラのデータに限定していて、亜南極でも繁殖するミナミセミクジラのデータは用いられておらず、また、取得できた海底地形や海流や水温などのデータが限定されているため、分布の可能性を狭めているとされる。本調査では、アジア、北西ハワイ諸島、北米の西海岸が適正地と判断された。
なお、タイセイヨウセミクジラでも陸より63キロメートルもの沖合での出産が確認されたケースも存在するほか、ミナミセミクジラも沖合での捕鯨記録が多数存在することは、現在の北太平洋のセミクジラが沖合でも越冬（あるいは出産も）する可能性を示唆している。

### 現在の回遊

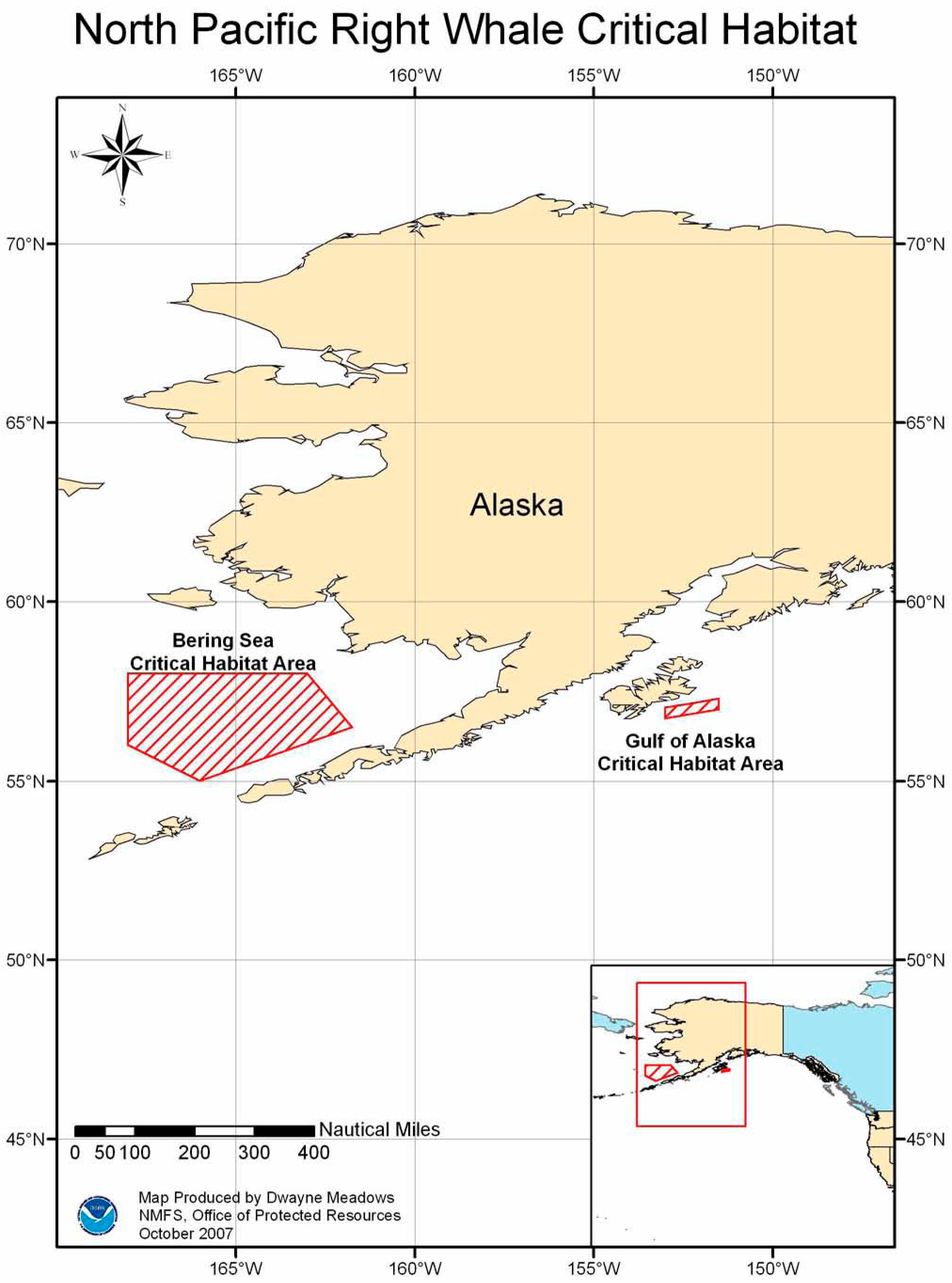
ブリストル湾とコディアック島周辺の特別保護海域

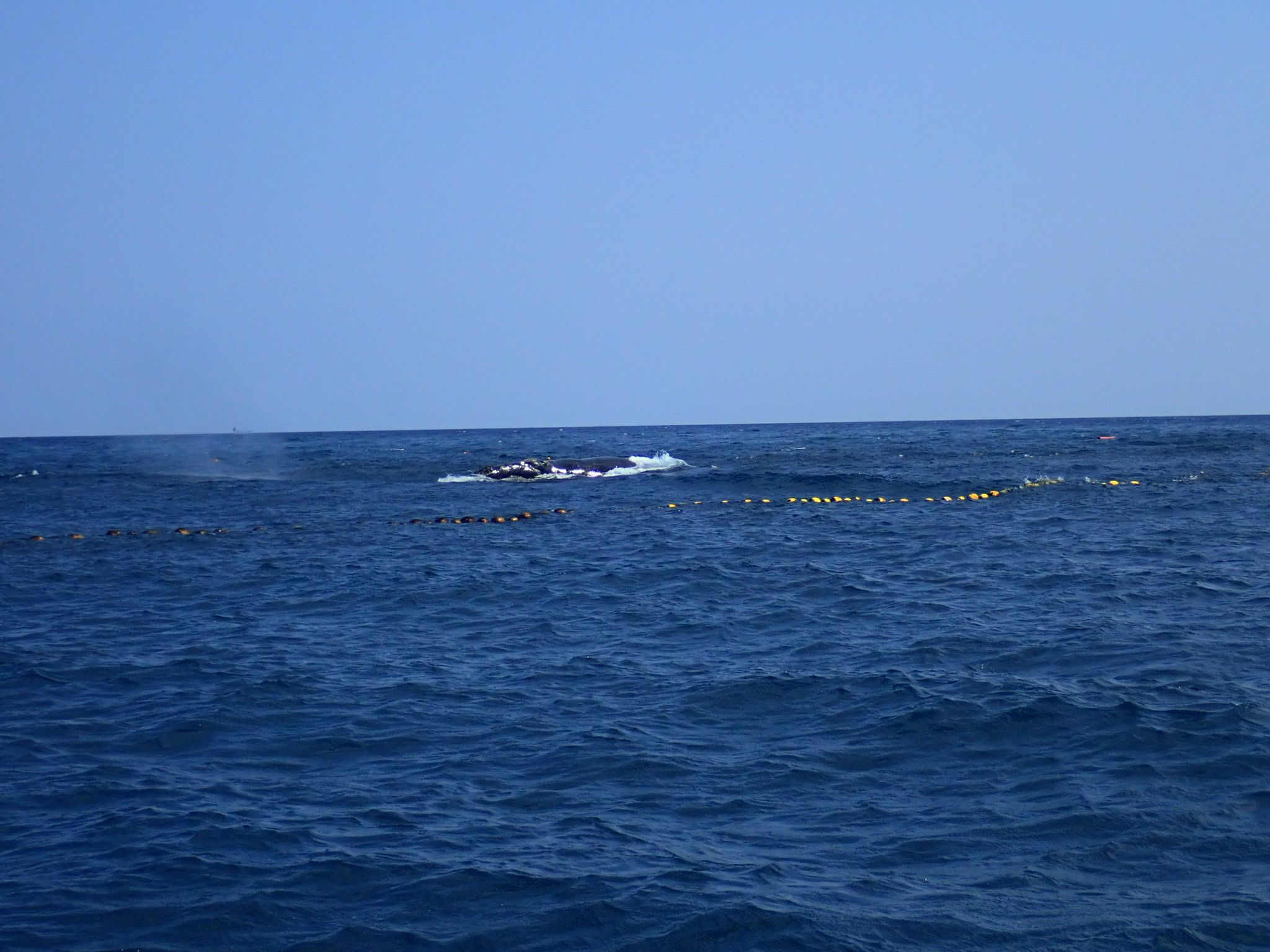
東伊豆町の北川の定置網に混獲され、翌日に放流された個体（2020年4月）。漁業との軋轢は、船舶との衝突と共に、現代において海獣の回復を妨げる最大の要因の一つである。

生息数が非常に少ないこともあり、東太平洋側でとくに顕著だが、観察例がある毎に科学論文が書かれてきた。本種の総観察時間は、過去の全記録を足しても50時間に満たないとされており、調査研究上での観察を除くと1990年以降の目視例数は太平洋全体で数十件である。
採餌場については、東部北太平洋では南東部ベーリング海（ブリストル湾）に集中が見られ、アラスカ湾のコディアック島周辺でも確認されていることから、これらの海域が東部のセミクジラの重要な生息域とされる。現在、定期的な集中が確認されているのはブリストル湾のみであり、この海域に回遊する個体群は31頭が写真判別されているが、これらを含めても東太平洋での総個体数は50頭を超えないと言われる。
西部北太平洋において近年の目撃が目立つのは、カムチャッカ半島から幌筵島を中心とした北部千島列島などの沿岸域やカムチャッカ半島の南東沖に集中しており、ベーリング海からカムチャッカ半島、千島列島やサハリンなどのオホーツク海周辺が西部個体群の採餌分布域であると推測されている。
科学的証拠が存在する唯一の南北の回遊例は、南東部ベーリング海からハワイ諸島にかけてである。
日本海側での過去50年内の確認は非常に少なく、ストランディングと捕獲記録も数件である。過去の記録からすると北西太平洋での南限は中国南部や台湾であり、東部北太平洋ではオレゴン州やカリフォルニア半島、ハワイ諸島などで近年の記録がある。
中緯度以下での確認は太平洋両側で1990年代に連続して発生し、低緯度の記録も1997年前後に太平洋各地で発生した以後は途絶え現在に至る。西太平洋では、小笠原諸島で1990年から1996年に4頭、奄美大島、ハワイ諸島で1996年、カボ・サン・ルーカス沖で1996年、カリフォルニア沖とモントレー沖で1998年に1件ずつである。

#### 日本列島

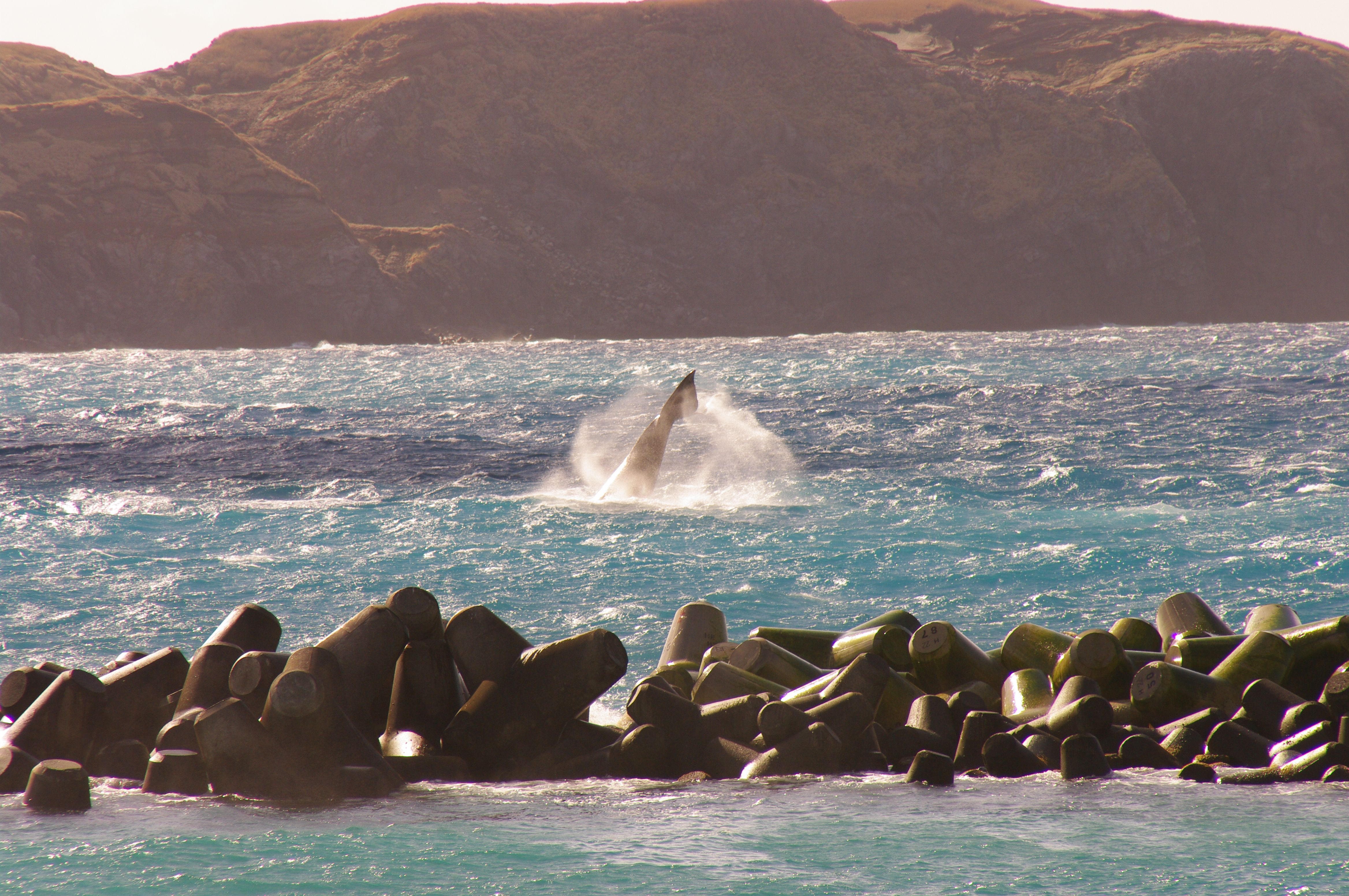
伊豆諸島・新島にて（2011年3月）。

近年の日本の周辺では記録の大多数が北太平洋側に編重しており、対照的に日本海側では非常に記録が少なく、たとえば後述の通り韓国では2015年の混獲（放流済）が同国における41年ぶりの確認であった。これらの中で、知床半島や三陸沖、房総半島と東京湾から相模湾や駿河湾など伊豆半島周辺から伊豆諸島・小笠原諸島に至る海域や熊野灘、奄美大島などでセミクジラが冬から初夏にかけてごく稀に確認されている。親子の確認はさらに少なく、2020年の銚子市におけるホエールウォッチング中の遭遇が36年ぶりで3件目となる確認となった。
オホーツク海南部における戦後初めての公式な記録では2013年の7月に知床半島西岸で目撃され、これは1968年に日本がサハリンで行った調査捕鯨以来の確認であった。また、2018年の6月と2019年の6・7月にも目撃され。
東シナ海では20世紀以降の確認は全て奄美大島周辺で記録されており、2014年1月に21世紀において初めて観察された。また、九州側の東シナ海沿岸部では2014年に牛深港に入り込んだ事例が存在する。
また、伊豆・小笠原諸島は少なくとも20世紀以降の低緯度海域では最も確認数が多く、過去半世紀において比較定期低緯度の海域で複数の個体（ポッド）が数例確認されてきた唯一の地域である。また、小笠原諸島は水中撮影例が存在する唯一の地域でもある。伊豆諸島では複数の目撃と漂着が3件、小笠原諸島では1990年代に4頭と2014年に2頭出現した。

#### 中国と韓国

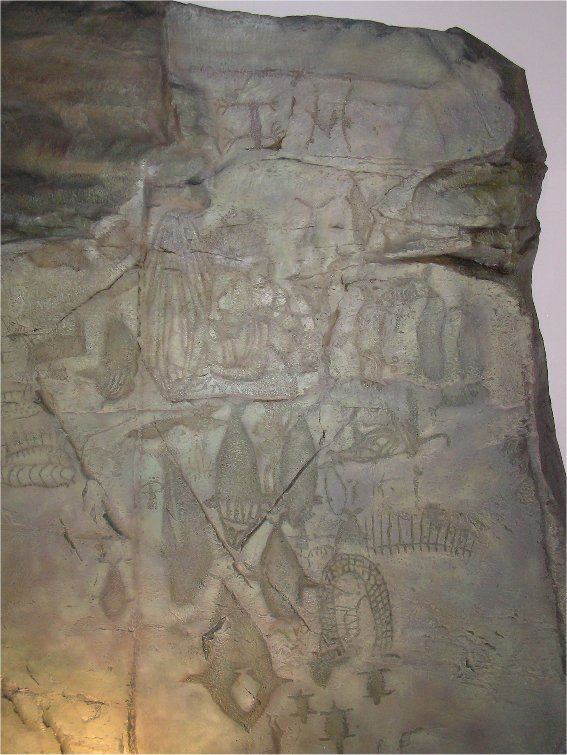
盤亀台岩刻画には、セミクジラを含めた古代の朝鮮半島の沿岸に回遊していたと思わしい鯨類相の一部が描写されている。

戦後において、日本海と黄海・渤海・東シナ海・南シナ海における記録は非常に少なく、日本が設立した捕鯨会社による長海県・海洋島（中国語版）周辺の1970年代の捕獲記録3例と、韓国における1974年の捕獲が1例、1982年の佐渡島での混獲、2007年に福井県での腐乱死体の漂着、2015年に韓国・南海郡での混獲からの放流などが該当する。
韓国では、2015年の混獲からの放流が同国では41年ぶりの確認であり、現在の朝鮮半島では大型鯨類の回遊が限られていることもあり、各報道機関が報道して社会的に大きな注目を集めた。そして、本件が理由の一つになり、国立水産科学院（英語版）と海洋警察庁が主導する「鯨類救助部門」の設立が決定された。また、それまでは同国における象徴的な大型鯨類はコククジラが主だったが、2015年の放流以降はセミクジラをクローズアップする事例も増加した。また、韓国語ではセミクジラとナガスクジラの呼称が混同される事態が非常に多かったため、この二種に限らず、国内における鯨類の呼称を改めて調整する事が決定された。
中国では、上記の通り1970年代の捕獲以来の記録がなかったが、2015年に香港と深圳の付近でザトウクジラとして誤認報道された目撃例がある他、 2000年代（厳密な日時は不明）に山東省で漂着があったとされる。

#### ロシア
近年の記録は主にオホーツク海とカムチャッカ半島から幌筵島を中心とした北部千島列島の周辺に顕著であり、コマンドルスキー諸島、サハリンの沿岸部、シャンタル諸島の付近等でも確認されている。

#### アメリカ合衆国とメキシコ

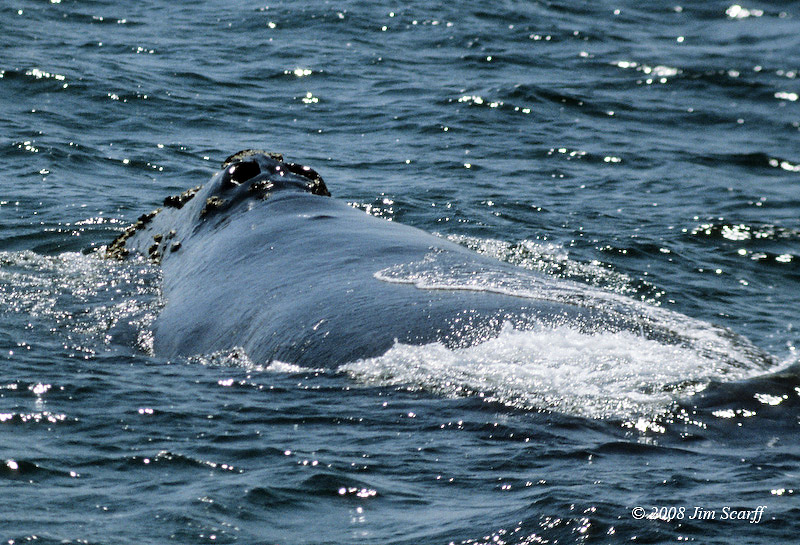
ハーフムーンベイ（1982年）

上記の通り、アラスカ州とコディアック島の周辺が重要な生息海域に指定されており調査も行われているが、それ以外の海域における歴史的および現代の分布や回遊には不明な点が多い。上記の通り、同一個体による明確な回遊の記録が存在するのはベーリング海からハワイ諸島にかけてである。
カリフォルニア州では1955年から数えて（未確認の記録をふくめて）20例前後、メキシコでは1856年以降は未確認の記録をふくめて4例の目撃しか記録されていない。
ハワイ諸島やアメリカ合衆国の沿岸およびバハ・カリフォルニア沖では1998年以降の確認が無かったが、未確認の目撃例が2014年1月に2度、2015年2月にサン・ミゲル島（英語版）で本種の可能性のある鯨が2頭観察された。
2017年には、4月にラホヤの海岸から観察された個体が当初はコククジラと誤認されて報道され、5月には別の個体がアナカパ島で目撃された。その後は、2022年（アニョヌエボ）、2023年（モントレー湾）、2024年（ポイント・レイス）の周辺で目撃されている。
2024年には、2023年に新たに確認された個体の愛称が一般公募で募集されることが決定した。

#### カナダ
カナダでは、2013年の6月（ハイダ・グワイ）と10月（ファンデフカ海峡入口）に別々の個体がカナダ沿岸警備隊の協力を受けていた生物学者と漁師によって撮影されたが、これら以前の最後の公式の記録は1951年の捕獲であり、同国内では約62年間に渡って確認されなかった。その後、2018年にカナダ沿岸警備隊がハイダ・グワイ沖で、2020年に貨物船がバンクーバー島沖で遭遇しており、これらを受けて2021年に鯨類調査チームが「賭け」でハイダ・グワイの沿岸を捜索して、2週間後に採餌をする一頭に遭遇した。
なお、未確認の観察記録としては1970年と1983年にそれぞれ2頭が、2014年に1頭が、やはりハイダ・グワイ沖とファンデフカ海峡での目視例がある。よって、不確実な情報を除くと同国では過去100年以上に渡って合計11例の目撃と捕獲が記録されており、その中の5例は2013年以降の目撃である。

## 個体数

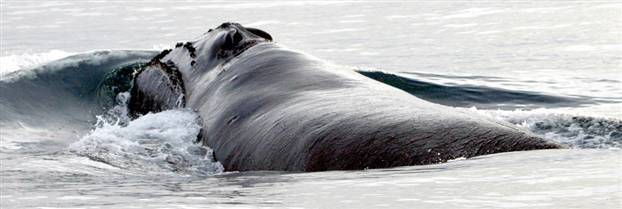
ブリストル湾（2004年）

大規模な商業捕鯨の時代には大量に捕獲され、商業捕鯨が行われる以前は数万頭が北太平洋に棲息した。アメリカのヤンキー捕鯨船団が1804年から1876年までに1万9千頭のセミクジラを捕獲していたという記録がある。
日本の研究機関は、2000年時点の西部北太平洋域の生息頭は1,000頭弱程度と推定し、また東京海洋大学は実数はこの頭数よりは多いと考えている。しかしこの数値に関しては、他の諸外国の科学者達によって総生息数を推定するために用いられた方法論に異議が唱えられており、実際の生息数はその半分に満たない可能性があるとの主張がある。
本種の生存している個体数は非常に少ないとされ、目撃情報がある度に科学論文が書かれてきた程である。現在の生存数については諸説あり、100 - 200頭程度との推定もあるが、正確な測定がされたことはない。日本によるオホーツク海における目視調査では、20年単位の調査結果でも発見数に増加が見られなかった。
2000年の東京海洋大学によると、東部海域には推定可能なデータが存在しないとされているが、2013年の時点で、少なくともアラスカ州のブリストル湾沖に回遊する個体群は遺伝子型研究の結果から28頭が、写真による個体識別の結果から31頭が確認されており、その他、コディアック島周辺など、東太平洋の他の海域に生息する個体群をも含めても、東太平洋全体で50頭に満たないと推測され、本種は現存する全ての大型鯨類の中でも最も絶滅に瀕した大型鯨類の一種であると認識されている。
このように日本側が提出した個体数の推測値は国外の認識と一致しておらず、国際自然保護連合は予防的なアプローチとして推定個体数を400–500頭（繁殖可能な成熟個体は250頭）と設定し、ほとんどの生存個体は西側（アジア側）の個体群に属していると見ている。

## ホエールウォッチング

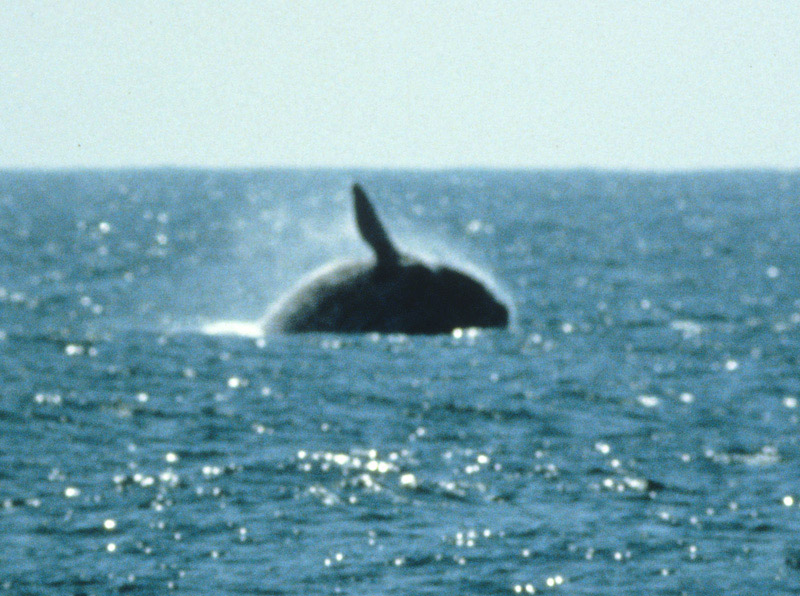
ハーフムーンベイでホエールウォッチング中に観察された個体のブリーチング（1982年）。

他のセミクジラ属と同様に、本種も陸上から容易に観察できる程の沿岸や水深が数メートルほどの浅瀬にも出現し、上記の通り、人間への警戒心が強まったとされている一方で、近年の観察例でもボートに自ら接近して留まるなどの人懐っこい様子や活発な海面行動を見せている。
一方で、本種をホエールウォッチングの最中に目撃する可能性は極めて低い。世界的に見ても本種との遭遇を果たした観光業者はごく僅かであり、たとえば2023年にモントレー湾にて一頭に遭遇した「モントレーベイ・ホエールウォッチ」社は、1997年の創業以来これまで本種に遭遇した事はなかったとしている。
また、その珍しさのために当初は他の鯨種と誤認されて報道され、後にセミクジラだと判明した事例も存在する。
しかし、熊野灘で操業するウォッチング業者「南紀マリンレジャーサービス」は2006年に2度、2011年に1度の遭遇をしている。特に2011年の遭遇は観察の時間や質的にも非常に貴重性が高く、一部の行動は本種では（捕鯨終了後における）初の撮影例にもなっている。
知床半島の西岸では、確実な記録だけでも2013年、2018年、2019年（2度）に観光船や陸上からの目撃が報告されており、「道東観光開発株式会社」は2年連続で遭遇しており、定期航路船が2年連続で本種に遭遇したのは世界初の事例だとされている。
2020年12月には「銚子海洋研究所」が銚子市の沿岸で親子に遭遇しており、日本列島の沿岸では36年ぶりで3件目となる確実な親子の目撃例となった。諸国における観光ツアーが親子に遭遇した事例はこれまで報告されていない。
1990年には、小笠原諸島・弟島沿岸で同種ではおそらく世界初の水中撮影および同地域における近代初の棲息確認に成功している。
（鯨類調査中ではなく偶然の遭遇として）同一人物が本種を複数回目撃する事例も存在し、小笠原諸島、熊野灘、三宅島などで事例が存在する。

## 人間との関係

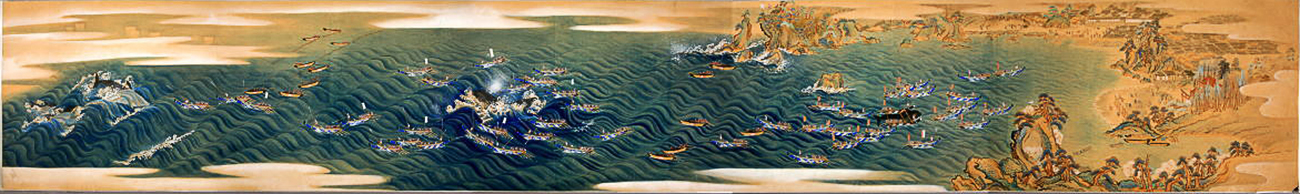
熊野灘におけるセミクジラ猟の様子

日本では、一般的なイメージとして古くから捕鯨が盛んであったという印象が強いが、日本各地の漁村には代々えびす信仰等の風習が広く存在したことからクジラを神聖な存在とみなして捕鯨をタブー視する風潮も強く、三浦浄心や仏教関係者など当時から明確に捕鯨行為を憂慮する声も存在していた。
また、上記の通り捕鯨を忌諱する地域も多く、さらに短期間で多大な利益を生み出す捕鯨と他の漁業との間に政権からの支援や社会的な格差が生じたために捕鯨産業自体が他の漁業者から反感を買うことも少なくなく、時代と共に他の漁業の技術の上昇もあって捕鯨の優先度が下がっただけでなく、捕鯨漁村が自地域での乱獲の結果として鯨の減少を招き、（捕鯨を好まない風潮が強い地域もふくめて）他地域への拡大を行ったため、最も知られる「東洋捕鯨鮫事業所焼討事件」など各地で暴動などの問題が発生したとされる（捕鯨問題#文化としての捕鯨も参照）。
上記の通り、古式捕鯨も伊勢湾から西日本の各地に伝播したが、捕鯨を嫌う民衆も多かったり捕鯨そのものを禁止する地域も存在したため、東日本で組織的な古式捕鯨を行っていた地域は東京湾・三浦半島・いわき市・金華山の沿岸に限定されている。これに加え、日本海側では伊根湾、北太平洋側では熊野灘より東側では東京湾のツチクジラ以外の捕獲されていた種類が厳密には不明であるため、東日本の古式捕鯨でセミクジラがどの程度捕獲されていたのかは不明であり、本種の過去の回遊と分布に関するデータが少ない一因となっている。
なお、日本の国内で顕著に見られた風潮である「鯨害獣論（鯨食害論）」は理論的正当性について国内外から様々な批判を受けており、2009年6月の国際捕鯨委員会の年次会合にて、当時の日本政府代表代理（森下丈二水産庁参事官）が鯨類による漁業被害（害獣論）を撤回している。また、捕鯨を中心とした人間の活動によって本種を含めた大型鯨類の個体数が激減したことが海洋生態系の生産力に悪影響を与えた可能性も指摘されている。捕鯨問題#益獣論も参照。

### 文化

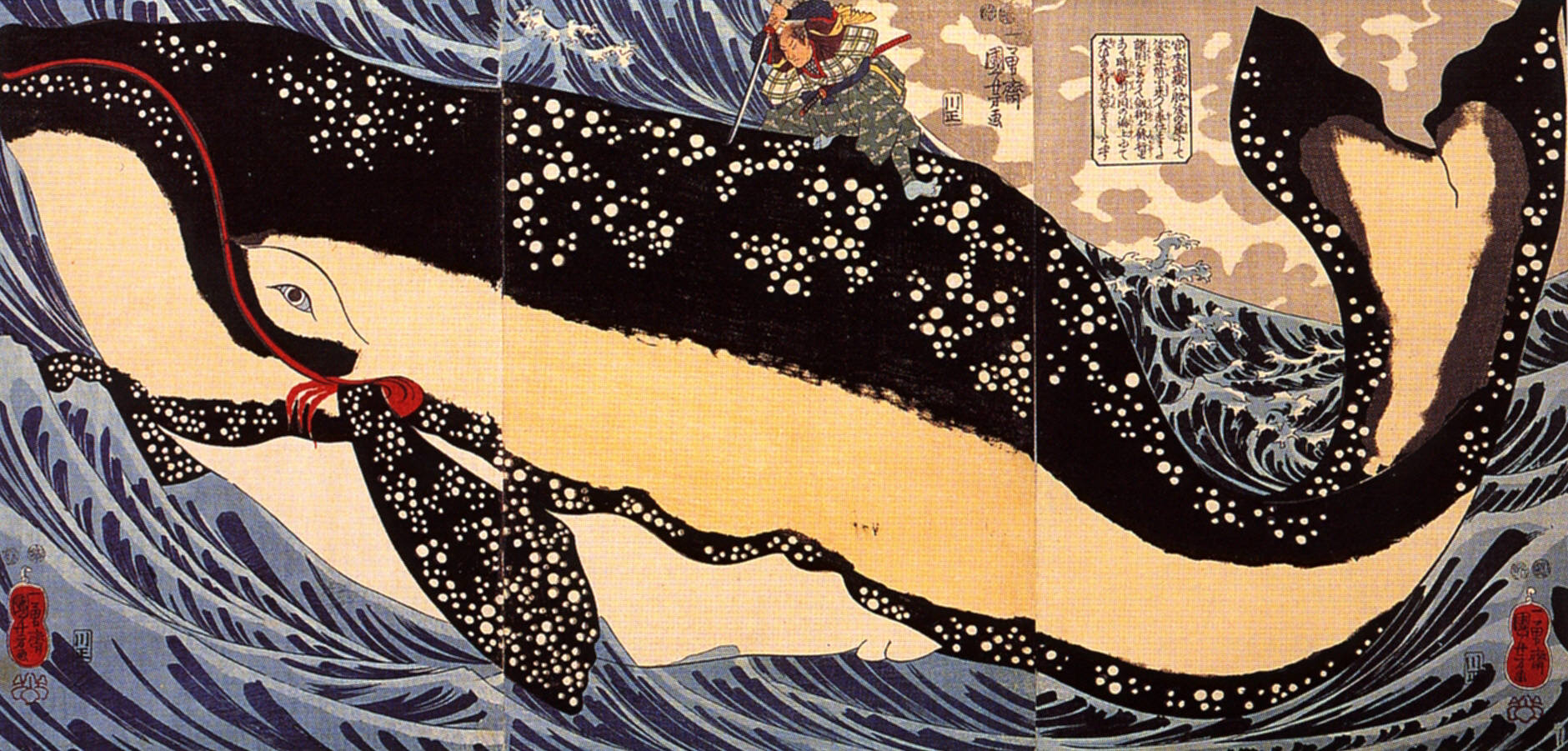
『宮本武蔵の鯨退治』（歌川国芳）

セミクジラをはじめとするセミクジラ科のクジラは肥えた体形で動きが遅く、沿岸部への接近が多い上に好奇心も強く、脂肪分が多く死んでも沈まないなどの理由から捕獲が容易であり、他方、鯨油や鯨肉の採取効率に優れ、工芸材料として便利な長い鯨ひげを有しているなど利用価値が高かったことから、古くから世界各地で捕鯨の対象とされてきた。日本列島でも、肉を「赤身」といって食用に回され、残りの部位は工芸品や鯨油として利用されたなど、「（古式捕鯨において）クジラの部位は余すところなく使われた」という言説が目立つが、日本列島における古式捕鯨においても主な目的は鯨油であり、セミクジラに限らず鯨肉は保存も効かない上に市場価値も鯨油よりは大きく下がるために優先度は低く、鯨肉や鯨骨や内臓は利用されずに廃棄されることも多かったとされる。
本種（ジャポニカ）は19世紀までは日本の沿岸でもよくみられ、また「背美」と表されるように背中の曲線が美しかったことから、古くから絵画の題材に取り上げられている。弥生時代には日本では鯨を利用し、中世のころより鯨漁があった。漁には網を用いた。
セミクジラ科特有の、長大で柔軟性のあるクジラヒゲには特徴的な用途が見られる。日本では文楽人形の仕掛けなどに用いられ、西洋ではコルセットや傘などの素材に使用された。

#### 捕獲数

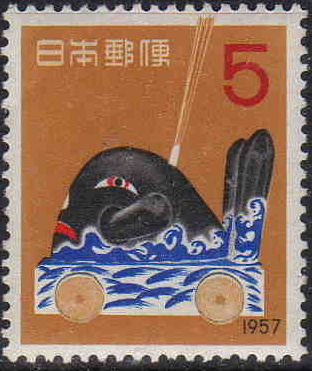
伝統的な玩具（だんじり）を掲載した年賀切手

日本の沿岸では古くから古式捕鯨の対象として重要視され、和歌山県の太地では親子連れのクジラを捕らないという慣習があり、水産資源の確保を行っていた。
一方で、上記の太地含め各地に残る沿岸捕鯨関係の多数の舟歌や記録等の資料からは、セミクジラに限らずザトウクジラなども子持ちのクジラ類を上物として積極的に捕獲していたと示唆されている。小型で仕留めやすい仔鯨をまず最初に捕獲し、子を庇う親鯨や、殺された仔鯨を置いて一度は逃げたが、子への情からか再度引き返してきた親鯨をも捕獲できるという次第である。
また、日本列島における古式捕鯨でも、外国捕鯨の介入以前（操業開始から数十年の内に）減少が顕著であった可能性がある。日本においては、捕鯨はナショナリズムや国威掲揚を刺激する側面があり、国内の古式捕鯨の持続性が主張されやすいが、古式捕鯨の捕獲量への生物学的なアプローチや統計の調査などがされたことはない。
また、欧米の捕鯨への被害者意識を誘発させる言説が国内で支持されてきたこと、捕鯨業界内においても「外国人が日本近海の鯨を捕るよりも先に日本人が捕りつくすべきである」という主張がされていたこと、近代捕鯨時代のザトウクジラの沿岸での捕獲数の少なさと近年の沿岸での確認の増加という乖離が見られること、などの観点から、古式捕鯨のセミクジラやザトウクジラなどの沿岸性の種類への影響が限定的であったという言説の再考を求める声もある。この2種だけでなく、コククジラやシロナガスクジラやナガスクジラなどのアジア系の個体群の多くが日本（大日本帝国）またはそれらに由来する東アジア一帯における捕鯨業によって壊滅した可能性も指摘されている。上記の通り、三浦浄心の様に当時から古式捕鯨によるクジラへの影響を憂慮する声が存在し、「関東諸浦」では対象とした種類は不明だが、当初は年平均100-200頭の捕獲だったのが20年ほどで年に4-5頭にまで減少したとされている。また、これは欧米による捕鯨が介入する以前の文禄期の記録であり、関西での乱獲によって捕獲数が減少したために関西の捕鯨業者が東京湾や三浦半島などの関東圏に進出した上でのことである。
江戸時代までの日本では、西海捕鯨業がいち早くポンプランス銛を導入した以外は、鯨猟は数人乗りの手漕ぎの船で船団を形成し、沿岸でのみ操業していた。鯨猟は命がけの作業であり、漁夫の命の危険性を、「網を十分に被ざる鯨はいと狂廻りて、尾鰭に浪を打激、若船に触れば船微塵に砕く」（『勇魚取絵詞』）と表現し、死者が幾人も出ている。鯨漁も港でのその解体も何十人もの人手が必要な作業であった。
明治以降は、導入されたポンプランスとエンジン搭載船の使用により捕獲圧が拡大した。

#### 捕獲に対する姿勢

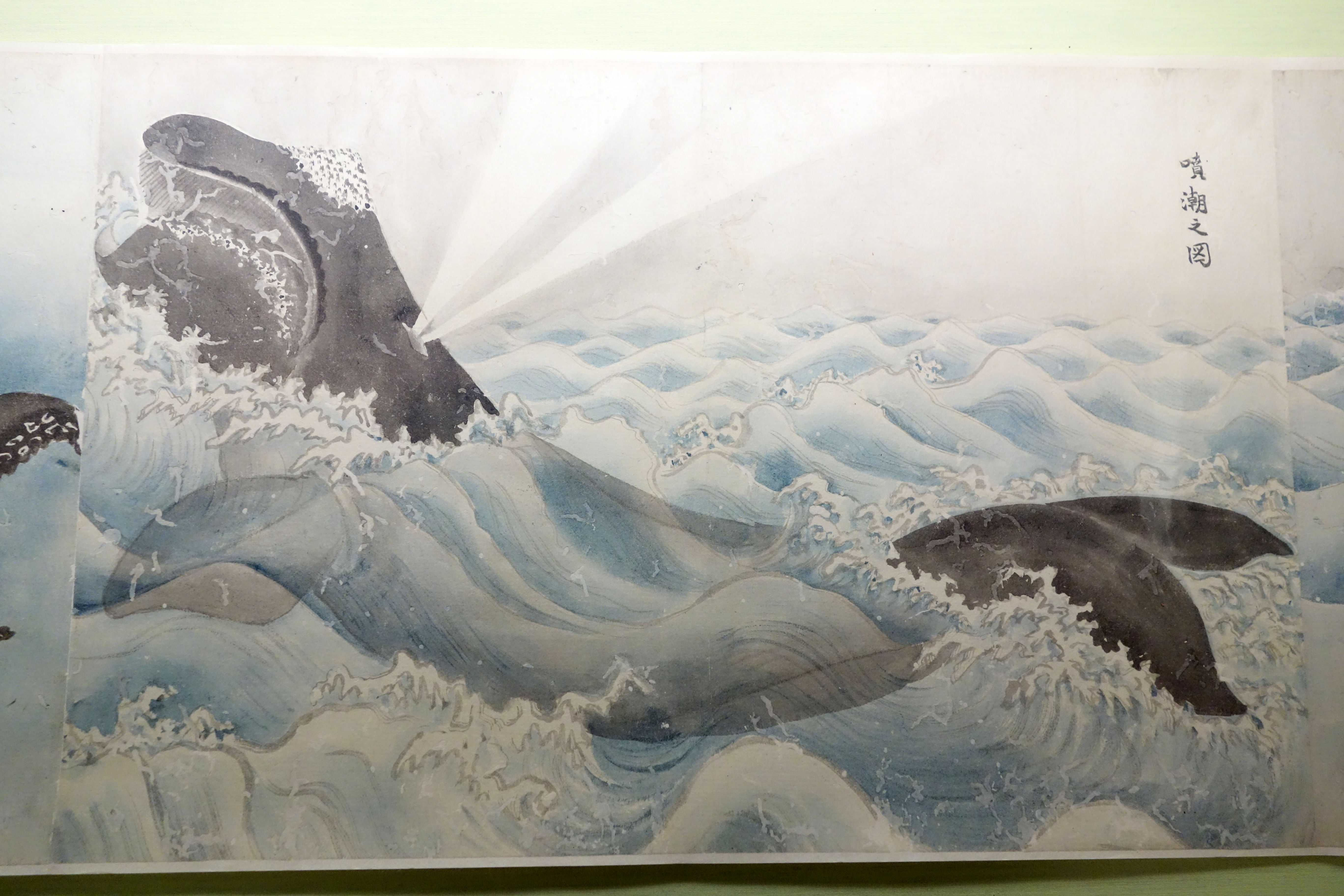
江戸時代の絵画（東京国立博物館）

日本では仏教の教えにより鯨の命を取ること（殺生）を忌み嫌うため、漁師たちは鯨が絶命する際に「南無阿弥陀仏」と念仏を唱え、また、その命を奪ったことを秘したり、各地で鯨の供養を行い、その供養塔が建立されている。
一方で、前述の通り各地方に残る舟唄ではセミクジラに限らず子持ち鯨の捕獲を祝い事として賛美する風潮が見られ、『生類憐れみの令』でも鯨類は保護対象から除外され捕獲に歯止めがかかることはなかった。親子の情を持ち、憐みの令の対象種に該当する要素を持ちながらも当時の知見では魚類に分類されていたとされるが、1758年には京都で発行された自然史論文にて、鯨類は哺乳類であると分類されていた。
また、上記の供養塔や供養仏も仏職者が始めたものであり、古式捕鯨が盛んであったほぼ全ての地域で、鯨の怨念や祟りや神罰といった超自然現象的な影響により、村の人口や鯨組の家系に悪影響が出た為に仏職者によって諌められたという昔話が伝わっている。

#### 大背美流れ
1878年暮れ、太地（和歌山県）での鯨漁師たちが、子連れのセミクジラを発見して出漁したものの、悪天候に苛まれ100名以上が遭難し死亡した。背景は、西洋列強がクジラを捕りすぎたために沿岸捕鯨が主だった太地ではクジラの不漁に見舞われ漁師は年越しの金銭にも困るほど困窮していた。その折、偶然発見したセミクジラを悪天候を冒して捕獲をもくろんだためである。この事件を「大背美流れ」と呼ぶ。
しかし近年、下記の通り沿岸捕鯨で個体群の著しい減少と過剰捕獲による採算が取れなくなった可能性が指摘されている。太地組終焉の原因が背美流れにあったという意見に対する相反（内外の組織間とくに重鎮一族における確執、近隣猟場の買い取りや北海道への進出の失敗後の再進出など事業の無計画性、「重鎮の放蕩」といった噂の流出など、が鯨組の経営・財政難を招いたとする事態に対して何らかの意図があって創られた説話）や「背美流れ」の唄および子持ちの殺生の戒め等々が事件後に作られた創作であったとする意見も存在する。

#### 日本近海での捕獲
大航海時代や産業革命以降の西洋では鯨油が主な利用目的で、遠く日本近海まで進出してきた列強諸国の捕鯨船は、船内で鯨油を絞る工夫をし「海の油工場」でもあった。アメリカでの統計では、セミクジラ種の油はマッコウクジラ種を超えて一番消費された。セミクジラ種は他種よりも一頭あたりの油の割合が高かったためによる。
日本の開国前の19世紀から、米国捕鯨団等の西洋型捕鯨が日本近海へ進出し本種の大量捕獲を行ったため、日本の漁獲高が著しく減少し、壱岐などの一部地域では沿岸にクジラが来なくなり鯨漁師がいなくなった。
しかし一方、外国捕鯨の介入以前の沿岸捕鯨の段階で、沿岸の個体群には大幅な減少が見られた可能性も指摘されており、古式捕鯨が持続的であったという言説は再考が必要である。欧米諸国がハワイ・小笠原諸島・釧路を結んだ三角形の海域「ジャパン・グラウンド」における主対象はセミクジラではなくマッコウクジラであった。
これは、当時の大手の鯨組の一つである「深澤組」が寛政時代初期に廃業したことや、特に西海地域での各藩による市場競争から係争にまで勃発し当時の幕府による調停が刊行されるまでに拡大したことからも確認できる。また、上記の通り、「関東諸浦」では文禄の時代の記録であるにもかかわらず、20年程度で（種類こそ不明だが）該当海域からクジラが激減したとされており、これも発端としては関西での乱獲によって捕獲数が減少して捕鯨業者が東京湾や三浦半島などに進出した後のことである。

### 捕鯨での乱獲
セミクジラ属の英名の「Right Whale」の「Right」は「（捕獲するのに）都合がよい」という意味の「よい」である。前述のようにセミクジラ属は沿岸に近づき、泳ぎが遅く、脂肪が多いために死ぬと海面に浮かぶことが捕鯨においては最適であったためである。日本列島の近海では、中世から19世紀前半までの日本人は手漕ぎの和船により沿岸で捕獲していたが、19世紀になると欧米やソ連等列強諸国の大型捕鯨船が、北大西洋のタイセイヨウセミクジラと同様に北太平洋でもクジラを取り始め、日本の沿岸捕鯨との相乗が発生した結果、20世紀初頭にはすでに絶滅寸前の状態だった。北太平洋では1960年代まで細々と捕獲されたが、現在は商業捕鯨は完全に停止されている。

#### 保護の失敗

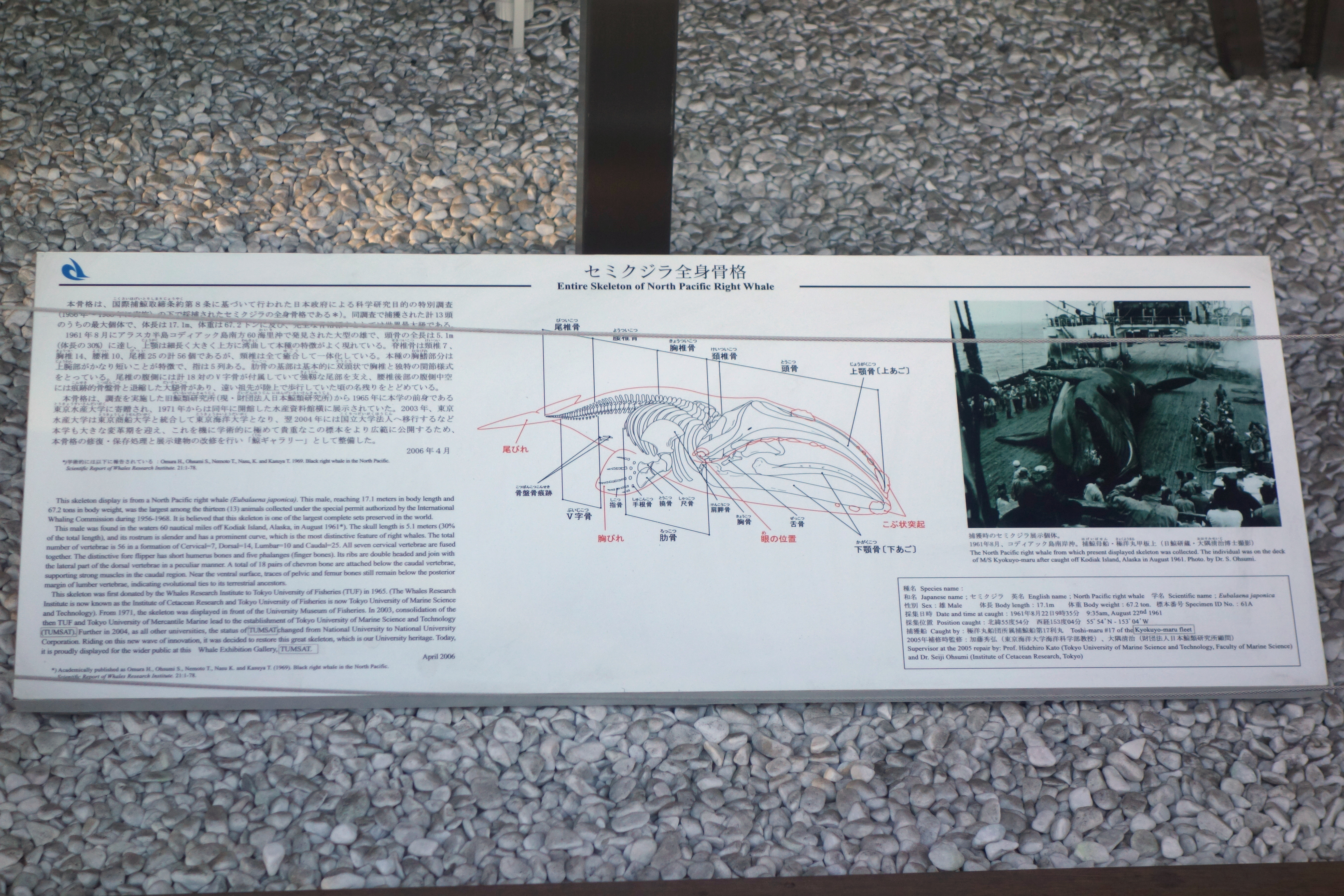
東京海洋大学に展示されている世界最大級の骨格標本も、1950-60年代に「調査捕鯨」という名目の下に捕獲された個体の一頭である。

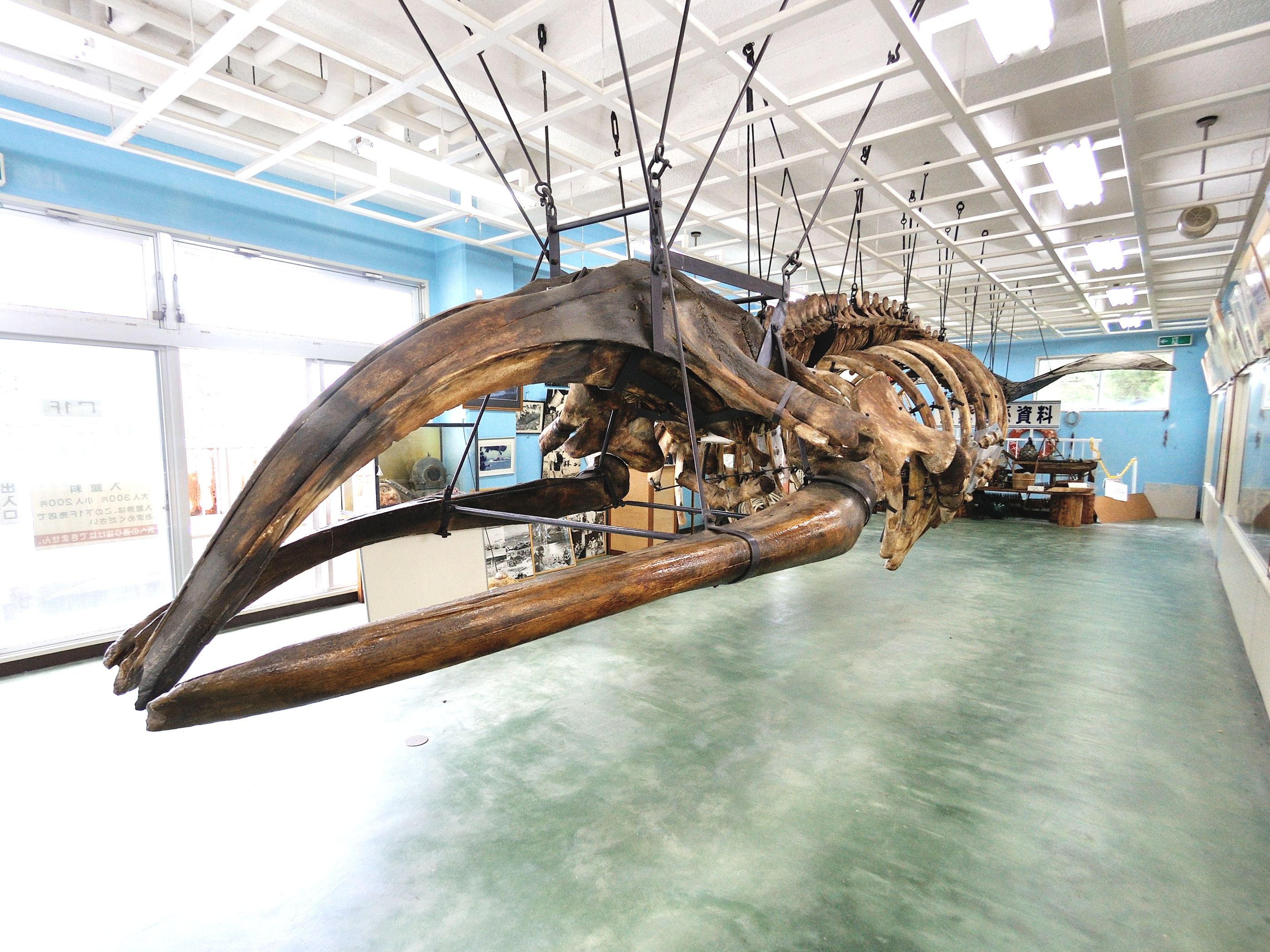
雲見くじら館に展示されている個体も、流布されてきた逸話とは異なり実際には意図的に捕獲された個体である。

前述のように19世紀までの乱獲が祟り、セミクジラ科はとくに減少が著しかったために1900年代には「商業的に絶滅」したとみなされ、本科の捕獲停止は1930年代に決議されたが、日本を含む数か国は反対の意図もあって会議に欠席しており、実効性は無かった。その後もこれらの国々による捕獲は続き、日本では南東部北海道や厚岸沖での捕獲など、未記載・未報告の記録も含めて相当数が捕獲され、このほかにも日本は調査捕鯨との名目で数十頭を捕獲した。
その後、1960年代から70年代後半に行われた、当時のソビエト連邦による大規模な違法捕鯨により、更なる世界中の海洋での大型種の激減と生息数回復の停滞を招き、シロナガスクジラ等の一部個体群を消滅、または回復不能にまで追い込むほどであった。ソ連が違法捕鯨で捕獲したジャポニカ種は、判明している限りでも700頭弱に上った。ソ連では鯨油を軍事目的に利用していたため軍事機密であり、当時の連邦の科学者達は監視され、一切の捕獲記録は強制的に破棄され、国際捕鯨委員会には実際の捕獲数よりも遥かに少ない数を報告していたとされる。これらの情報は、連邦崩壊後の2012年に、当時の連邦の科学者達による公開資料で判明した。この情報の公開は、科学者たちが（命の危険性も含めて）迫害を受ける危険性を覚悟した上で行われた。なお、このソビエト連邦による違法捕鯨には日本もモニタリング義務を怠り、少なくとも放置および互いの違法捕鯨の機密保持という形での関与が明らかになっている。
また、日本国内では後述の通り鯨類の保護自体が外国の思想の受け売りだと見なされて軽視されてきたり、法律上の取り扱いの観点から「混獲」と称した意図的な捕獲が行われる懸念がある。さらに、自然死にしては不自然な状態の遺骸が近年にも日本国内で発見されたことがあり、シロナガスクジラやコククジラなど他の絶滅危惧種の肉が日本国内の市場で発見されてきたことからも、本種がこれまでに国内で違法に捕獲されてきた可能性や、今後もそれが発生する可能性が根絶されたわけではない。
結果的に、セミクジラの減少原因は日本、米国、ソビエト連邦の捕殺による影響が多重的に作用したという意見が出されている。

## 保護

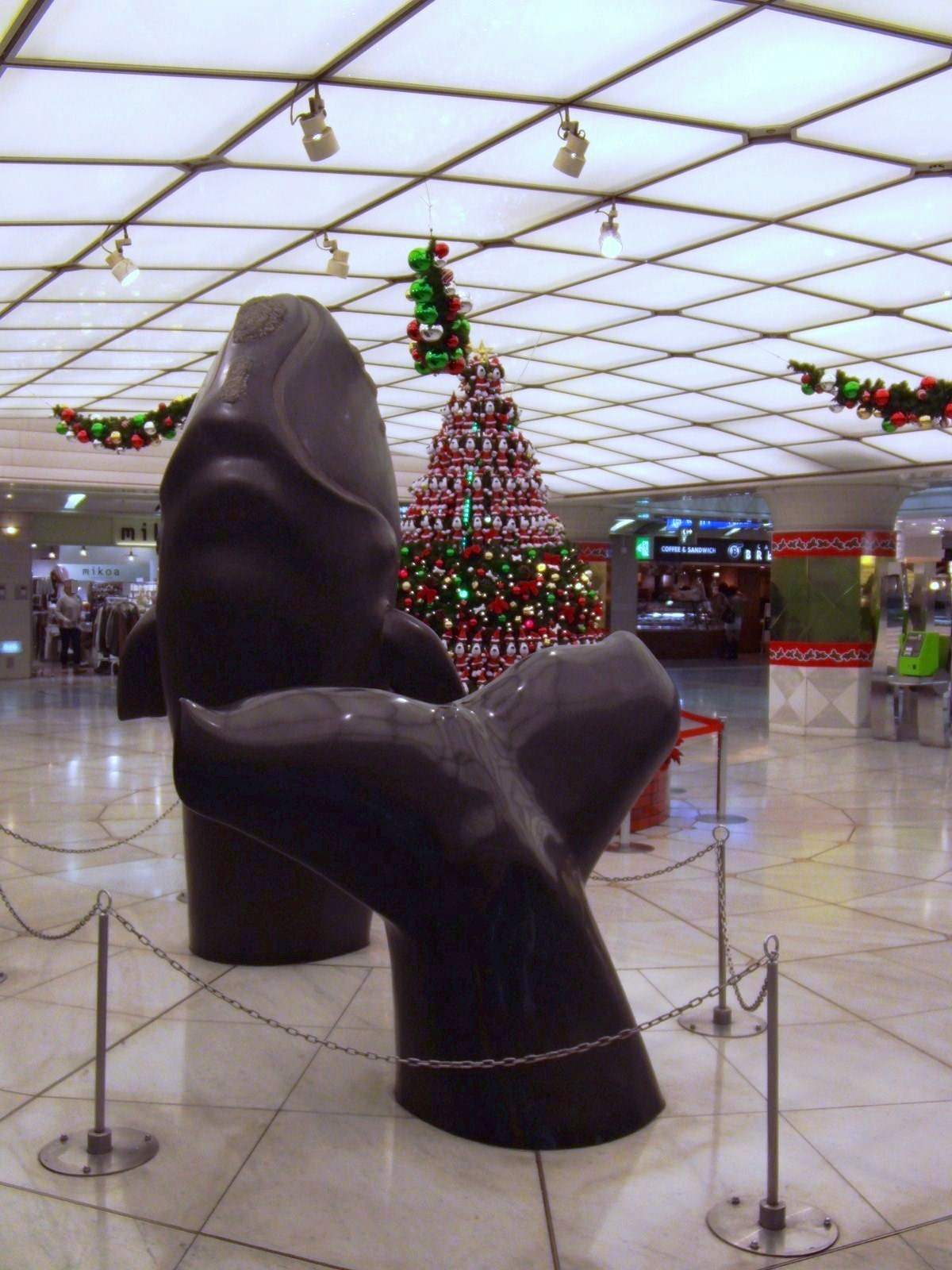
大阪湾のエコロジーの象徴としてなんばウォークに設えられたセミクジラのオブジェ。

セミクジラ科は「アンブレラ種」および「象徴種」であり、セミクジラ達の保護を促進する事によって他の鯨類や他の面の環境保護も恩恵を受けるとされる。
日本ではセミクジラは漁業法の下で、商業捕鯨による捕獲が禁止されている。しかし、水産資源保護法の対象種には指定されておらず、座礁・漂着、混獲については水産庁の許可があればクジラが利用可だが、日本の水産庁は日本の食文化よりも日本国内外の世論を鑑み、生体は放流し、死骸は埋設することを指導しており、所持販売も禁止している。しかし、日本では本種もふくめた絶滅危惧種の鯨類の管轄も環境庁ではなく農林水産省の範疇にあり、国内の自然保護の界隈でも鯨類などの保護は外国の思想の受け売りとみなされるなど鯨類の保護そのものが軽視されてきた。さらに、上記の通り定置網にかかった個体が意図的に捕殺される危険性があり、密猟の可能性がある事例や、食用に販売された後に市場で発見・報告された事例も存在する。
また、現在では日本以外のアジア諸国沿岸での確認はきわめて稀であり、近年の混獲による死亡事故は全て日本での発生である。カムチャッカ半島で1件の混獲死があったが、これは日本漁業の流し網によるものだった。
日本捕鯨協会は、過去、セミクジラの資源量は極めて低い水準にまで落ち込んたが、現在では完全に保護され、絶滅の危機にはないとしているが、IUCN によるレッドリスト等では本種、特に北東太平洋個体群は世界で最も絶滅の危機に瀕した大型鯨類の一種とみなしている。

## 生存への脅威と課題

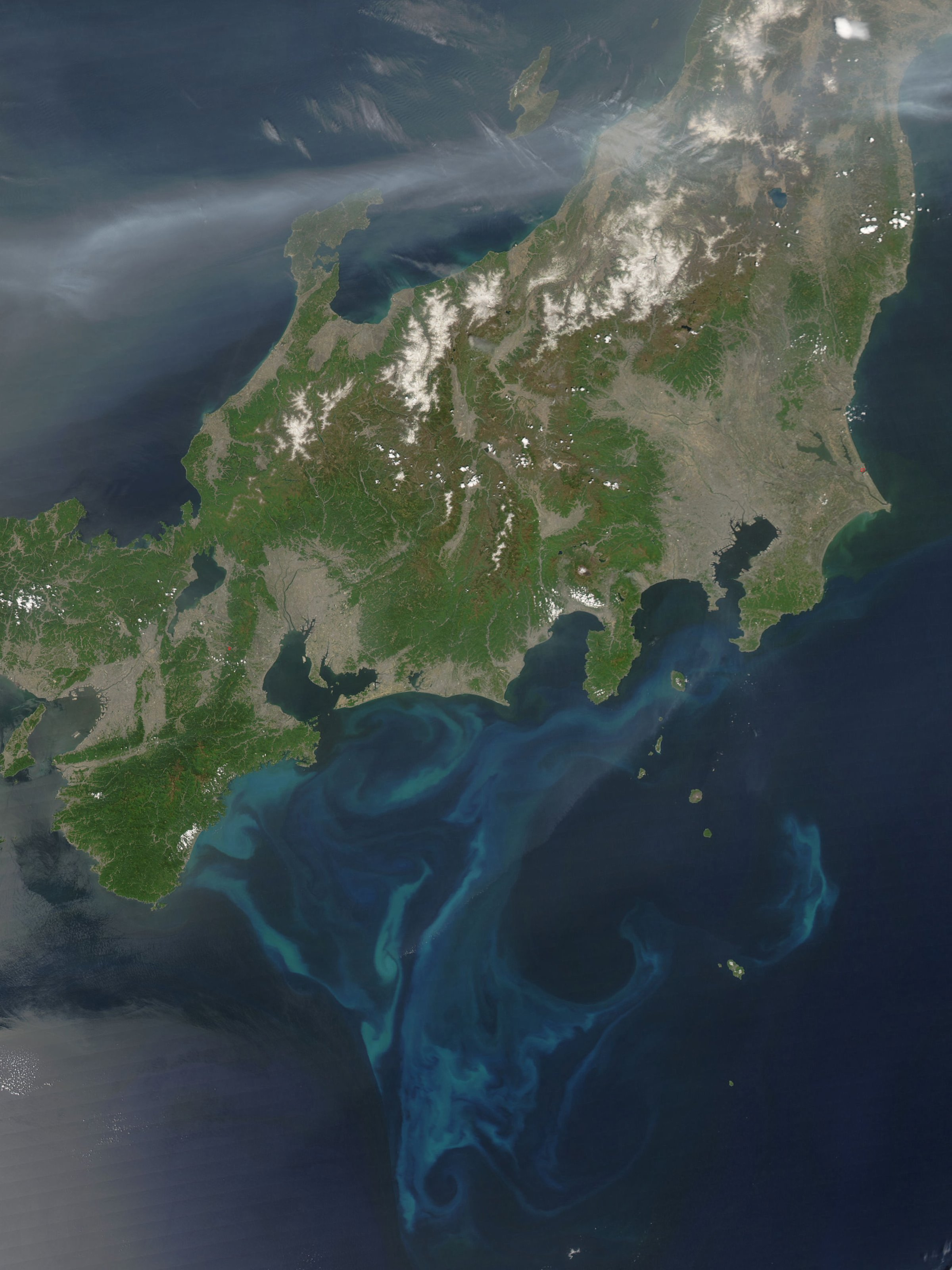
日本列島で発生した、セミクジラ科への脅威の一つとされる有害藻類ブルーム（水の華）。

沿岸性の鯨類全てに共通する問題だが、密猟や混獲された個体の意図的な捕獲などを除けば、漁業用の定置網による混獲や船舶との衝突、騒音、プラスチックごみなどの環境汚染など人間の生活との間に生じる事故が大きな問題である。
さらに、ベーリング海でホッキョククジラと本種の雑種の可能性がある個体が発見されたことで、新たなる脅威が危惧されている。温暖化で北極の氷が溶け、かつては流氷などにより遮断されていた他種との分布が重なり始め、交配が発生することである。危惧されているのは、ホッキョククジラやタイセイヨウセミクジラとの交配である。両種とも絶滅危惧ではあるが、太平洋のセミクジラよりは個体数が多いので、交配が度重なりハイブリッドの個体数が増えると、最終的にはセミクジラを圧迫し、「種」としての絶滅を助長してしまいかねない。類似した問題はシロナガスクジラとナガスクジラの間にも発生している。
本種はタイセイヨウセミクジラとは互いに違う大洋に生息するが、北極の氷が溶けると互いの大洋への行き来が可能となる。大西洋では、ホッキョククジラがタイセイヨウセミクジラの繁殖行動に参加していた観察記録も存在する。一方で、オホーツク海北西部、シャンタル諸島とその周辺では温暖化が提唱される以前よりもセミクジラとホッキョククジラの共存が確認されており、現在でも観察例がある。
なお、北西航路に氷が無くなると船舶が航海できるようになるため、その航路が北太平洋のセミクジラの回遊ルートを横切り、船との衝突による死亡数が増加する可能性を示唆する研究者もある。また、気候変動により海水の酸性化や変動、海流や水温、餌生物の発生範囲の変化が懸念されており、大西洋の亜種では回遊の変化がすでに確認されている。環境汚染や騒音が与える影響も依然として無視できない状況である。
また、個体数が大幅に低下しただけでなく、繁殖速度が低く、人間の影響を受けやすいセミクジラ科にとってはシャチの存在も脅威であり（セミクジラ科に限らず絶滅危惧種や絶滅危惧の個体群の生物にとってシャチの襲撃は懸念要素の一つである）、気候変動によってシャチの分布が拡大しているためにセミクジラ科や他の北方性の鯨類にとって危険性が増加した可能性も指摘されている。